# Società museale slovacca
La Società museale slovacca (in slovacco: Muzeálna slovenská spoločnosť, abbreviato in MSS) fu un'organizzazione culturale fondata a Martin nel 1893.
Nel 1895, quando si iniziarono le attività, ne divenne primo presidente il sacerdote cattolico Andrej Kmeť, che si occupò attivamente delle attività. Riunì le personalità interessate nella raccolta, di documenti materiali e spirituali della cultura degli Slovacchi, coloro che potevano fornire una consulenza esperta e che avevano oggetti rilevanti per la collezioni. Gli obiettivi principali della società erano la fondazione del Museo nazionale slovacco, della Biblioteca nazionale slovacca e l'organizzazione della ricerca su temi di cultura patria e dell'attività museologica. Proseguì anche l'attività della Matica slovenská, che era stata disciolta d'autorità nel 1875.
Pubblicò le riviste Časopis Muzeálnej slovenskej spoločnosti e Sborník Muzeálnej slovenskej spoločnosti, da cui derivò il successivo Zborník Slovenského národného múzea.
Dopo 1918 la sua attività si fuse con quelle della rinata Matica slovenská e del Museo nazionale slovacco. Nel 1960 fu disciolta: i suoi fondi museali confluirono nei fondi del Museo nazionale slovacco e i fondi archivistici confluirono nell'Archivio di stato centrale slovacco di Bratislava e in minor parte in altri archivi statali.
La Società è stata rifondata nel 1992 per impulso del museologo Imrich Sedlák.

## Presidenti della Società
- Andrej Kmeť (1895-1908)
- Štefan Mišík (1908-1919)
- František Richard Osvald (1919-1926)
- Karol Anton Medvecký (1926-1937)
- Jozef Škultéty (1938-1948)
- Štefan Janšák (1945-1962)
  - Rifondazione (1992)
- Imrich Sedlák (1993-2003)
- Richard Lacko (2003-2008)
- Igor Krištek (2008-)